# Sângeorgiu de Mureș
Sângeorgiu de Mureș (Hongaars: Marosszentgyörgy) is een plaats in het Roemeense district Mureș. Sângeorgiu de Mureș telt 7892 inwoners (2002), waarvan 4597 Hongaarstalig zijn.

## Demografie
De gemeente is de afgelopen 10 jaar sterk gegroeid door suburbanisatie vanuit Targu Mures tot 9304 inwoners in 2011. Hiervan waren er 3435 Roemenen (37%), 4681 Hongaren (50,3%) en 739 Roma (7,9%). De Hongaren zijn hiermee nog nipt in de meerderheid in deze gemeente uit de historische regio Szeklerland.

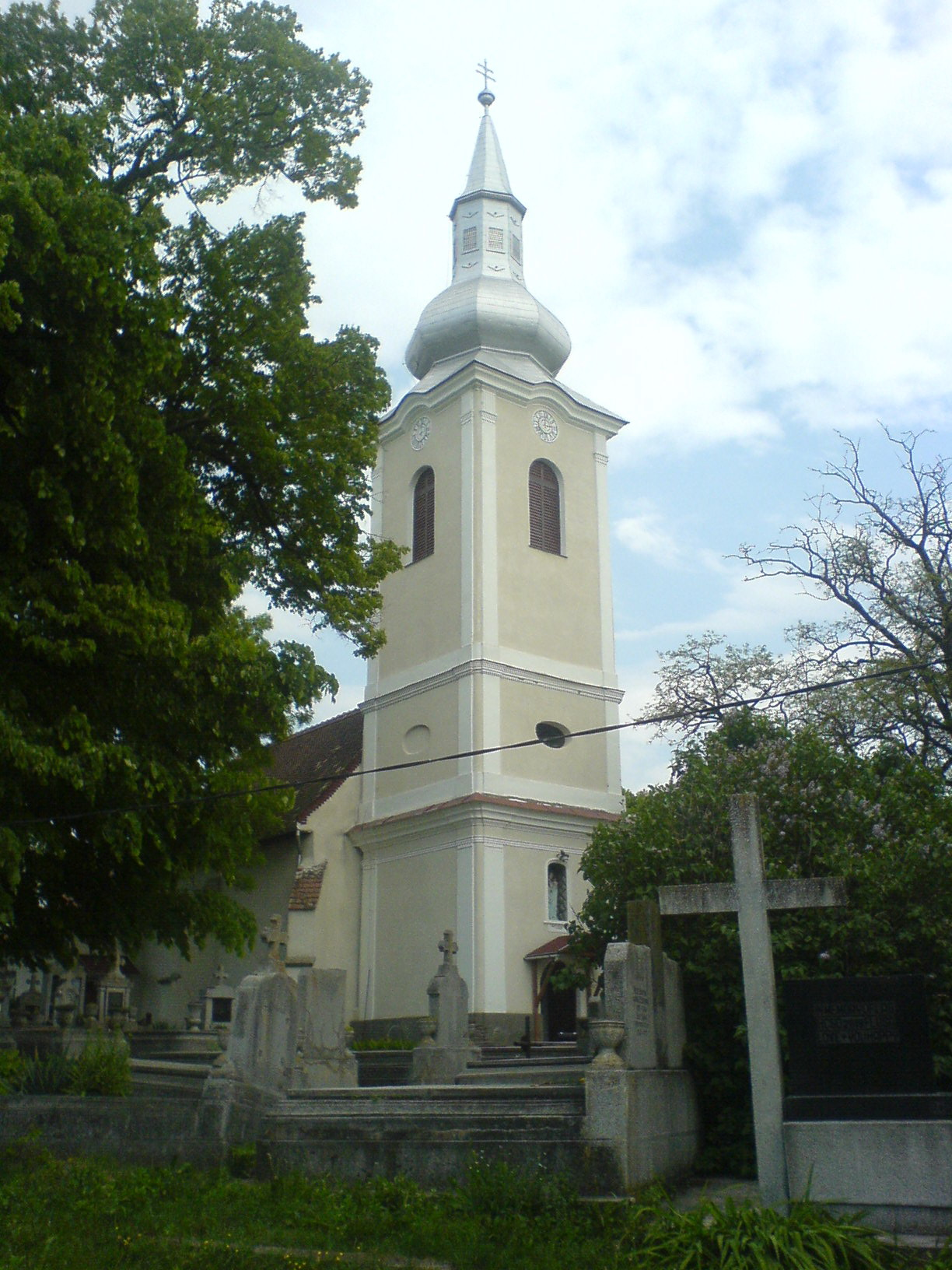
Rooms-katholieke kerk